# Kärcher
Alfred Kärcher SE & Co. KG (Керхер) — немецкая компания, крупнейший в мире производитель техники для уборки и очистки. Компания была основана Альфредом Керхером в 1935 году в Штутгарте как семейное предприятие.

## История
В 1935 году Альфред Керхер изготавливает тигельную печь и электрический погружный нагревательный элемент для промышленного использования. Первый большой успех приносит энергосберегающая солевая печь для закалки легких металлов. Когда возможности для дальнейшего развития были исчерпаны, Альфред Керхер продаёт свои патенты и на вырученные деньги приобретает производственные площади в Виннендене, где до сих пор располагается головной офис компании.
В последующие годы Kärcher расширяет ассортимент специальных отопительных приборов. По заказу Lufthansa он разрабатывает отопительные приборы для обогрева двигателей самолетов и удаления обледенения с крыльев. Следующее значительное изобретение Альфреда Керхера также имело отношение к воздухоплаванию: бортовые отопительные приборы позволяли самолётам подниматься на большую высоту.
После войны разработка технически сложных аппаратов резко прерывается, и предприятие переключается на выпуск предметов повседневного спроса. К ним относятся так называемые «печки-буржуйки» и маленькие двух-конфорочные плитки, изготовленные из имеющегося листового железа, а также двухосные сельскохозяйственные прицепы, пользовавшиеся большим спросом в те дни.
От американских вооружённых сил предприятие получает заказ на обслуживание и ремонт пароочистителей, изобретенных в Америке в 1920-е годы. На своем предприятии Kärcher совершенствует эту технику и представляет на рынок в 1950 году первый европейский аппарат высокого давления для мойки горячей водой KW 350. Это событие ознаменовало вступление компании на рынок техники по очистке и определило её дальнейшее направление деятельности.
Однако Альфреду Керхеру не суждено было насладиться триумфом своего изобретения — вплоть до его скоропостижной кончины в 1959 году лидерами продаж оставались отопительные системы и промышленные парогенераторы. К 1959 году предприятие насчитывало 250 сотрудников. Стремясь к интернационализации предприятия, Ирена Керхер открывает в 1962 году во Франции первый филиал, за ним следуют предприятия в Австрии и Швейцарии. На сегодня Kärcher имеет дочерние предприятия в 45 странах, свыше 50 000 сервисных центров в более чем 190 странах.
В 1974 году Ирена Керхер вместе с управляющими директором компании решается изменить стратегию бизнеса. Несмотря на то, что успехом пользовались многие продукты, производимые компанией, было принято решение полностью сфокусироваться на аппаратах высокого давления. Концентрация на данном направлении деятельности повлекла за собой и изменение фирменного цвета: c синего — на широко известный сегодня жёлтый.
Начиная с 1980 года предприятие концентрирует свою деятельность на вопросах очистки транспорта и зданий. Kärcher становится системным оферентом и устанавливает стандарты в различных группах продуктов и сферах применения, удерживая эти позиции и по сегодняшний день. Производственная программа включает в себя технику для решения проблем чистки в различных областях: аппараты высокого давления, пылесосы, подметальные и подметально-всасывающие машины, мойки для автомобилей, чистящие средства, стальные аппараты для очистки сухим льдом, аппараты для очистки деталей, а также установки для водоподготовки.
Следующим годом, кардинально изменившим историю компании, был 1984 год: Kärcher представляет первый в мире переносной аппарат высокого давления для бытового использования HD 555 и создает совершенно новый рынок. К началу 1990-х годов Kärcher активно завоёвывает рынок конечного потребителя, предлагая разнообразную технику для бытового использования. Сегодня к ним относятся пылесосы сухой и влажной уборки, пароочистители, полировщики, стеклоочистители, а также полностью автоматизированный робот-пылесос. К ним присоединились насосы для дома и сада с принадлежностями для орошения сада, которые были включены в производственную программу в 2006 году.

## Хронология
27 марта 1901 года, г. Бад-Канштатт — у немецкого бизнесмена Эмиля Керхера и его жены Йоханны (в девичестве Дитрих) родился сын, которого назвали Альфредом.
1924 год — 23-летний Альфред Керхер окончил Штутгартский технический университет. Став дипломированным инженером, он присоединился к делу отца, превратив его предприятие в проектно-конструкторское бюро.
1935 год — Альфред Керхер организует в Бад-Канштатте собственное производство электроотопительного оборудования и специальных нагревательных элементов промышленного назначения.
1937 год — Керхер покупает участок промышленной земли в Виннэндене, на котором и по сей день находится центральный офис фирмы.
1939 год — перемещение производства аппаратов предварительного подогрева авиационных моторов, систем обогрева кабин и аэрозольных форсунок для мощных двигателей в Виннэнден.
1942 год — начало процесса разработки импульсной горелки, серийное производство которой стартовало в сентябре этого же года.
1945 год — возобновление производства по окончании войны; в штате компании на тот момент было 40 сотрудников. Новый толчок производству дали предметы, отвечавшие повседневным потребностям людей — круглые чугунные печи (их делали из гильз, оставшихся после войны), кухонные печи, тачки и тележки. Совместно с Эрнстом Ханом было налажено производство прицепов (Хан, впоследствии, стал крупнейшим
дилером Volkswagen в Штутгартском регионе).
1950 год — Альфред Керхер разработал и запатентовал первый в Европе аппарат высокого давления с подогревом воды KW 350.
17 сентября 1959 г. — в возрасте 58 лет Альфред Керхер умирает от сердечного приступа. Дело его жизни переходит в руки его жены, Ирен, которая успешно справляется со своими задачами следующие 30 лет. К концу года штат компании насчитывал 300 человек, оборот составил 7 миллионов немецких марок.
1968 год — начало периода диверсификации в жизни компании. Ассортимент продукции Kärcher пополнился катамаранами и строительной опалубкой.
1974 год — сосредоточение всех производственных сил семейного предприятия Kärcher на потребностях чистоты и уборки. 600 сотрудников в штате, оборот по итогам года — 37 миллионов немецких марок.
1980 год — корректировка и уточнение стратегии — отныне Kärcher нацеливается на глобализацию и удовлетворение основных потребностей сферы чистки в моечном и уборочном оборудовании по всему миру. Основные целевые сегменты — перевозки (очистка транспорта, главным образом, автомобилей) и чистка фасадов зданий.
1984 год — Kärcher выходит на потребительский рынок с первым мобильным бытовым аппаратом высокого давления HD 555-profi, разработанным на базе профессиональных моделей. Идея оказалась настолько хороша, что создала целый сегмент рынка, в котором Kärcher лидирует и по сей день.
1989 год — уходит из жизни Ирен Керхер. Управляющим партнером становится сын Альфреда и Ирен, Йоханнес. В 1989 году была создана первая моечная установка для легковых автомобилей. Также, год ознаменовался покупкой американского производства моек высокого давления.
1990 год — начиная с этого года концерн Kärcher начинает череду акций по очистке памятников культуры по всему миру. В этом году были очищены Бранденбургские ворота в Берлине и статуя Христа в Рио-де-Жанейро. О некоторых других очищенных памятниках читайте ниже.
1993 год — расширение доли присутствия на рынке бытовой техники за счет выпуска оборудования для внутренней уборки, инвестирование в строительство завода по производству пылесосов в Вольпиано (Италия).
2000 год — Олимпиада в Сиднее. Более 500 единиц моечного и уборочного оборудования Kärcher были задействованы в процессе наведения и поддержания чистоты на Олимпийских объектах.
Январь 2001 год — концерн Kärcher и клининговая компания «Cleanco» очистили фасад премиум-отеля Бурдж-эль-Араб в Дубае. Задача очистки такого здания с самого начала была неординарной, но специалисты Kärcher и «Cleanco» справились с ней; с помощью альпинистского снаряжения и трёх аппаратов высокого давления HD 855 они вернули фасаду отеля его первозданный блеск.
9 декабря 2004 год — Виннэнден — торжественное открытие испытательной трассы для поломоечных и подметальных машин, в разработку которой было вложено 12 миллионов евро.
4 июля 2005 год — старт операции по очистке Национального мемориала США «Гора Рашмор» (Mount Rushmore National Memorial) в Южной Дакоте, которую планировалось закончить к началу августа. Основная цель — удалить лишайники, водоросли, мох и другие органические отложения, которые могут повредить находящиеся под ними горные породы процессом биокоррозии (биокоррозия — разрушение материалов под действием присутствующих в среде микроорганизмов). Очистка мемориала проводилась только водой, без использования химических средств. В процесс были вовлечены пять дизельных аппаратов высокого давления Kärcher HDS 1000 DE. Температура воды в процессе чистки была близка к 100 °C, что позволило надолго предотвратить повторное появление микроорганизмов на «теле» мемориала.
Апрель 2007 г. — Kärcher совместно с художником Клаусом Довеном (Klaus Dauven) при помощи аппаратов высокого давления HD 10/25 создают самую большую картину в мире на Олефтальской плотине в Национальном Парке «Эйфель» (Eifel National Park) (коммуна Хелленталь в земле Северный Рейн — Вестфалия, Германия). Картина под названием «Wild-Wechsel» (Wildlife Variations, с англ. — вариации на тему дикой природы) сначала была переведена в цифровой векторный формат и спроецирована на «стену» плотины; перенос рисунка осуществлялся строго в соответствии с проекцией. Подавать воду в аппараты высокого давления помогал насос SPP 60.
Конец 2007 год — годовой оборот концерна Alfred Kärcher GmbH & Co.KG составил 1,38 миллиардов евро, количество сотрудников — 6591 человек в 41 стране мира. Производственные мощности располагаются в Германии, Италии, США, Бразилии, Мексике и Китае. 41000 авторизованных сервисных центров по всему миру обслуживают потребителей моечного и уборочного оборудования Керхер.
Май 2008 г. — концерн Kärcher анонсирует свои планы по очистке башни Space Needle в Сиэтле. Space Needle — самая узнаваемая достопримечательность на северо-западе тихоокеанского побережья США, символ города Сиэтл; башня высотой 184 метра является частью выставочного комплекса Seattle Center, который был построен специально для Всемирной выставки 1962 года. В настоящее время Space Needle находится в частном владении, на самом верху расположены смотровая площадка и ресторан, у основания — магазин подарков SpaceBase. Для очистки башни использовалась чистая вода без добавления реагентов, подаваемая под давлением 180 бар из аппаратов высокого давления HDS 1195, температура воды составляла 90 °C.
2008 год — годовой оборот концерна Alfred Kärcher GmbH & Co.KG составил 1,4 миллиардов евро, количество проданных единиц техники достигло 6 млн. 380 тыс. Количество сотрудников — 6859 человек по всему миру.

## Статистика
По данным на 2016 год у компании 552 патента, оборот 2,224 млрд евро.